# Gvozdanska
Gvozdanska – wieś w Chorwacji, w żupanii virowiticko-podrawskiej, w gminie Suhopolje. W 2011 roku liczyła 34 mieszkańców.